# Волковинская, Зинаида Владимировна
Зинаида Владимировна Волковинская (укр. Зінаїда Володимирівна Волковинська; 1915—2010) — советская украинская живописец.
Член Национального Союза художников Украины (1942), член Союза художников СССР.

## Биография
Родилась в Одессе в 1915 году.
В 1932 году окончила Одесский художественный техникум, в 1934—1940 годах училась в Киевском художественном институте у П. Волокидина, С. Григорьева, Ф. Кричевского.
С 1941 года принимала участие в выставках. Работы Волковинской представлены в Красноярской художественной галерее, Сумском и Закарпатском художественных музеях, а также других местах.
Работала в области станковой живописи. Иллюстрировала украинские сказки, создавала плакаты.
Жила в Киеве. Умерла в 2010 году.